# David Abadías Aurín
David Abadías Aurín (Barcelona, 31 de julho de 1973) é um clérigo católico romano espanhol e bispo auxiliar em Barcelona .

## Vida
David Abadías Aurín estudou teologia católica e recebeu o sacramento da ordenação para a Arquidiocese de Barcelona em 13 de dezembro de 1998. Com a fundação da diocese de Terrassa em 15 de junho de 2004, foi incardinado ao seu clero.
Após estudos adicionais em teologia bíblica, formou-se na Faculdade de Teologia da Catalunha . Ele então estudou na Pontifícia Universidade Gregoriana e recebeu seu doutorado em história da igreja. Além de diversas tarefas na pastoral paroquial e como reitor em Mollet del Vallès, lecionou história da igreja medieval como professor na Faculdade Teológica da Catalunha. Ele também chefiou o departamento de história no escritório de publicações da faculdade.
O Papa Francisco o nomeou bispo titular de Urci e bispo auxiliar da Arquidiocese de Barcelona em 14 de fevereiro de 2023. Foi ordenado bispo pelo Arcebispo de Barcelona, Juan José Cardeal Omella Omella, em 25 de março de 2023 na Basílica da Sagrada Família.